# Gonzalo Aja
Pour les articles homonymes, voir Aja.
Aja  Barquín est un nom espagnol. Le premier nom de famille, en général paternel, est Aja ; le second, en général maternel, souvent omis, est Barquín.
Gonzalo Aja Barquín, né le 13 juillet 1946 à Matiezo (es) en Cantabrie, est un coureur cycliste espagnol, professionnel de 1970 à 1979.

## Palmarès
- 1971
  - 5eb étape du Tour des Asturies (contre-la-montre)
  - Tour de Cantabrie :
    - Classement général
    - 6ea étape (contre-la-montre)

- 1972
  - Subida a Arrate
  - Prologue du Tour des Asturies
  - 2e de l'Escalade de Montjuïc
  - 4e du Tour d'Espagne
  - 10e de la Semaine catalane

- 1973
  - 2e des Trois Jours de Leganés (es)
  - 9e du Tour de Romandie
  - 10e du Tour du Pays Basque

- 1974
  - 2e étape de la Subida a Arrate
  - 3ec (contre-la-montre) et 5e étapes du Tour de Suisse
  - 3e de la Subida a Arrate
  - 5e du Tour de France
  - 6e du Tour de Suisse

- 1975
  - 2e de la Clásica de Sabiñánigo

- 1976
  - Classement général du Tour du Levant
  - 2e de la Semaine catalane

- 1977
  - 3e du championnat d'Espagne de la montagne

- 1978
  - 3e étape de la Semaine catalane
  - 4e de la Semaine catalane
  - 7e du Tour du Pays Basque
  - 9e du Tour d'Espagne

## Résultats sur les grands tours

### Tour de France
4 participations
- 1973 : abandon (8e étape)
- 1974 : 5e
- 1975 : abandon (11e étape)
- 1977 : 14e

### Tour d'Italie
4 participations
- 1973 : 19e
- 1974 : 33e
- 1976 : abandon
- 1977 : 16e
- 1978 : abandon

### Tour d'Espagne
6 participations
- 1970 : 30e
- 1971 : 19e
- 1972 : 4e
- 1976 : 14e
- 1978 : 9e
- 1979 : 25e